# Založba Drava
Založba Drava (nemško Drava Verlag; uradno ime podjetja: Drava Verlags- und Druckgesellschaft m. b. H. / Založniška in tiskarska družba z o. j.) ima sedež v Celovcu ter ima priključeno tiskarno.

## Kratka zgodovina založbe
Podjetje je bilo ustanovljeno leta 1953 in je v lasti  Zveze slovenskih organizacij na Koroškem, ZSO. Povod za ustanovitev je bilo dejstvo, da takrat na avstrijskem Koroškem ni bilo tiskarne, ki bi bila pripravljena izdajati oz. tiskati slovensko tedensko glasilo Slovenski vestnik.
Do leta 2007 je bil vodja založba Franz Marenitz (* 1954; † 10. januar 2010), od tedaj pa jo vodi Peter Wieser.
Založba je poimenovana po glavni mitotvorni koroški reki Dravi, ki je hkrati življenjska žila in literarna vsebina. 

## Založniški program
Založba objavlja knjige v slovenskem in nemškem jeziku, zlasti koroško slovensko književnost, kakor tudi številna dela, ki zrcalijo medkulturno usmeritev, prevode slovenskih pisateljev v nemščino oz. prevode mednarodnih avtorjev v slovenščino.

## Knjižni dar Slovenske prosvetne zveze
Založba Drava izdaja redno vsako leto ob koncu leta skupaj s Slovensko prosvetno zvezo (SPZ) izredno priljubljen knjižni dar.
V njemu najdemo za posebno ugodno ceno izbor novejše koroško slovenske književnosti, literarno zbirko Rastje , Koroški koledar s številnimi aktualnimi poljudnoznantvenimi članki, knjige za otroke, glasbena dela (CDje) idr.